# Лос-Гуахарес
Лос-Гуахарес (ісп. Los Guajares) — муніципалітет в Іспанії, у складі автономної спільноти Андалусія, у провінції Гранада. Населення — 1191 особа (2010).
Муніципалітет розташований на відстані близько 400 км на південь від Мадрида, 36 км на південь від Гранади.
На території муніципалітету розташовані такі населені пункти: (дані про населення за 2010 рік)
- Гуахар-Альто: 257 осіб
- Гуахар-Фарагуїт: 601 особа
- Гуахар-Фондон: 333 особи

## Демографія
Динаміка населення (INE ):

## Галерея зображень

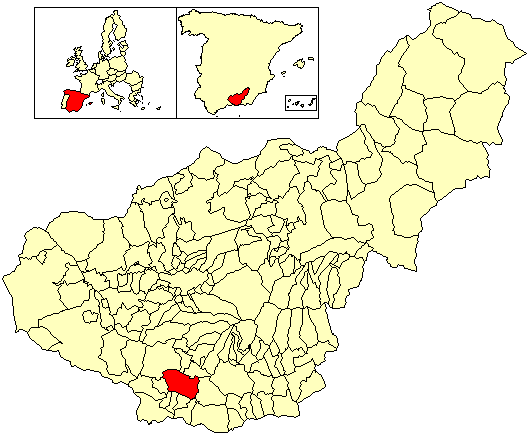
Розташування муніципалітету у провінції Гранада